# CCTV1
CCTV-1 (Kênh Tổng hợp CCTV) là kênh truyền hình chính của Đài Truyền hình Trung ương Trung Quốc (CCTV). Nó phát sóng nhiều chương trình, bao gồm tin tức, phim tài liệu, giáo dục, giải trí và phim truyền hình. CCTV-1 là kênh truyền hình mặt đất miễn phí, nhưng tín hiệu vệ tinh của nó được mã hóa và cần thẻ thông minh để giải mã. 
CCTV-1 là một trong những kênh truyền hình quan trọng nhất của Trung Quốc, đóng vai trò là một trong ba cơ quan ngôn luận chính của Đảng Cộng sản Trung Quốc. 
Ngoài CCTV-1, CCTV còn có nhiều kênh khác, bao gồm CCTV-3 (kênh giải trí), CCTV-4 (kênh quốc tế), CCTV-7 (kênh quân sự), và CCTV-14 (kênh thiếu nhi). 